# Sande (Friesland)

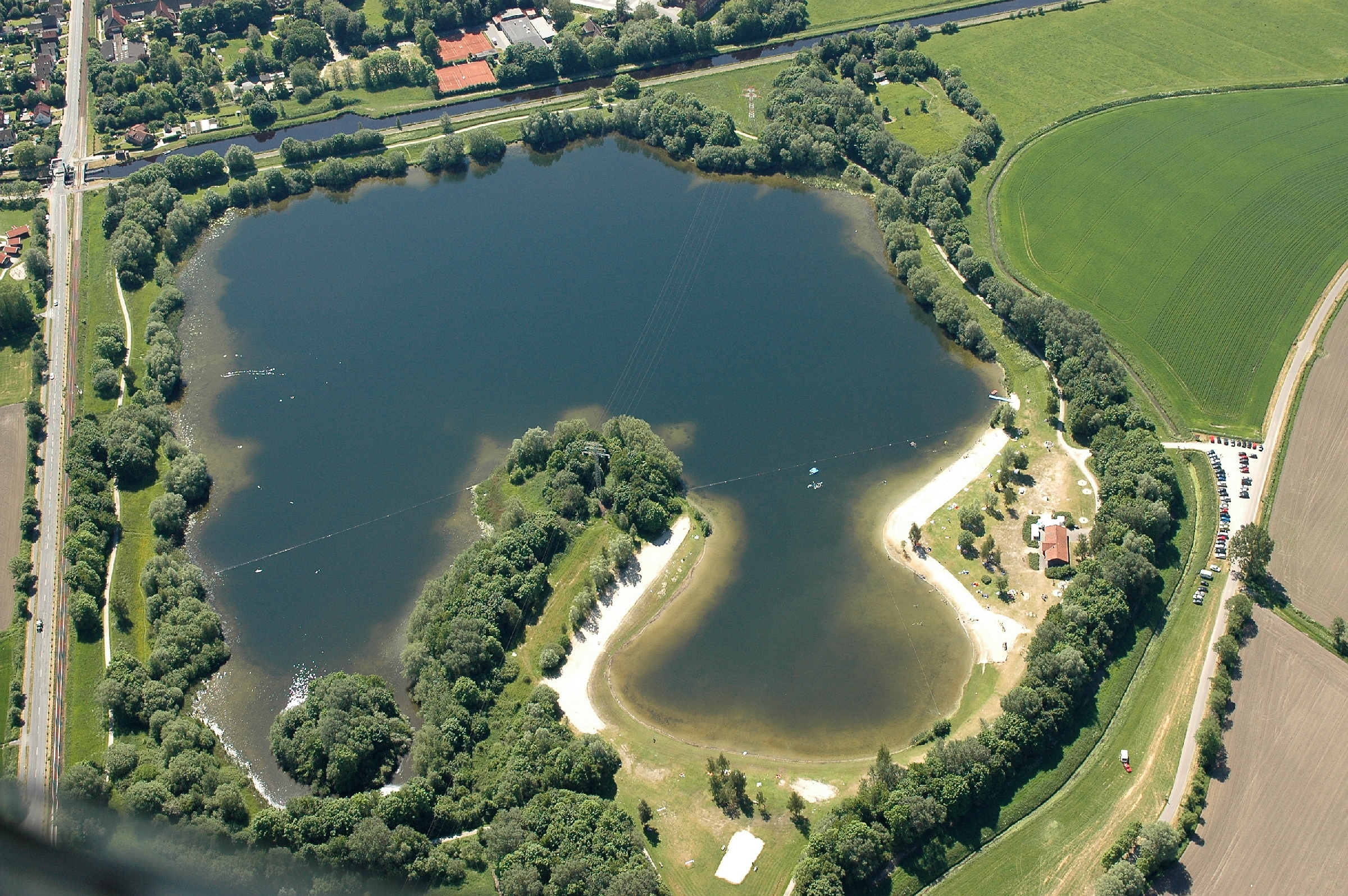
Sander See (Luftbild 2012)

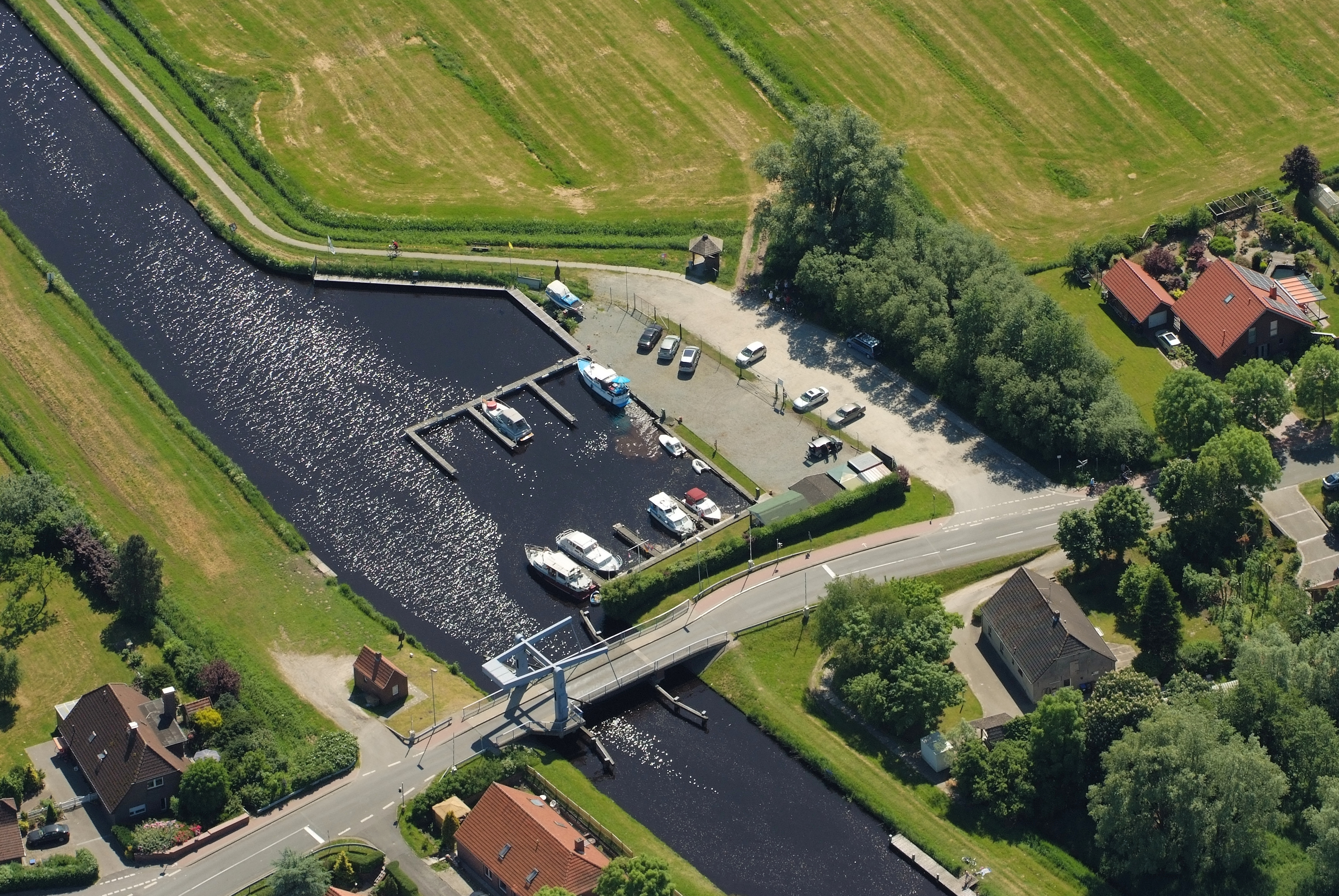
Bootshafen Dykhausen (2012)

Sande ist eine Gemeinde im Landkreis Friesland in Niedersachsen (Deutschland).

## Geografie
„Mitten in Friesland – Leben zwischen Geest und Meer“ so ordnet sich die Gemeinde Sande geographisch ein. Sie liegt am Rande des Jeverlandes und sieben Kilometer westsüdwestlich der Nordseestadt Wilhelmshaven.

### Nachbargemeinden
Die Gemeinde Sande grenzt im Norden an die Stadt Schortens, im Nordosten an die kreisfreie Stadt Wilhelmshaven, im Süden an die Gemeinde Zetel und im Westen an die Gemeinde Friedeburg.

### Gemeindegliederung
Die Gemeinde Sande besteht aus den fünf Ortsteilen Sande, Neustadtgödens, Cäciliengroden, Mariensiel und Dykhausen.
Das Gebiet der ehemaligen Gemeinde Gödens – Altgödens, Dykhausen, Gödens und Neustadtgödens – gehört seit der Gemeindereform von 1972 zur Gemeinde Sande und damit zum Landkreis Friesland. Vorher gehörten diese Orte zum Landkreis Wittmund, also zu Ostfriesland. Auf die Zugehörigkeit der in Gödens ansässigen Kirchen hatte die Gemeindereform keine Auswirkung.

### Flächennutzung
Rund 80 % der Gemeindefläche bestehen aus Forst- und Landwirtschaftsflächen. Die Gebäude- und Freiflächen nehmen einen Anteil von rund 10 % ein. Die gesamte weitere Flächennutzung kann der folgenden Tabelle entnommen werden:
| Flächennutzung im Jahre 2006      | Fläche in ha |
| --------------------------------- | ------------ |
| Gebäude- und Freiflächen          | 415,01       |
| Verkehrsflächen                   | 321,40       |
| Betriebsflächen                   | 3,46         |
| Forst- und Landwirtschaftsflächen | 3546,26      |
| Wasserflächen                     | 103,00       |
| Erholungsflächen                  | 39,74        |
| Sonstige Flächen                  | 58,34        |
| Gesamtfläche                      | 4487,21      |

### Klima
Sande liegt in einer gemäßigten Klimazone, die dem direkten Einfluss der Nordsee untersteht. Nach der Klimaklassifikation von Köppen befindet sich die Gemeinde in der Einteilung Cfb. C steht für ein warm-gemäßigtes Klima, fb für ein feucht-gemäßigtes Klima mit Sommern, in denen die Tagestemperaturen tiefer sind und Wintern, in denen die Tagestemperaturen häufig höher sind als im weiteren Inland. Insgesamt wird das Klima von der mitteleuropäischen Westwindzone geprägt.

## Geschichte

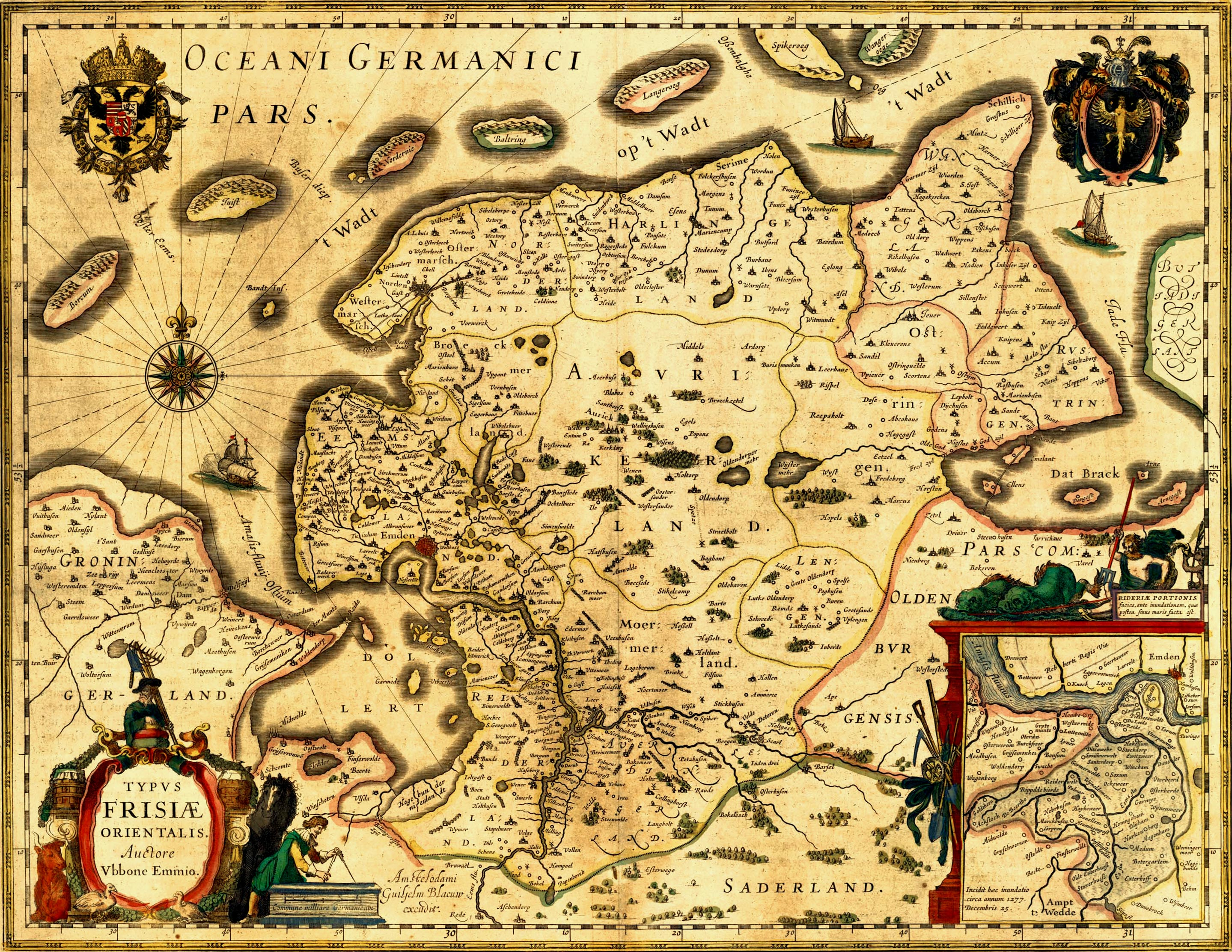
Ostfriesische Halbinsel um 1600 Sande, Gödens, Dijhusen und Marien Zijl sind bereits auf der Karte verzeichnet

Bis in das frühe Mittelalter wurde das Gebiet zwischen Geest und Küste, in dem heute unter anderem auch die Gemeinde angesiedelt ist, durch Übersandung in ein fruchtbares Marschland verwandelt. Bereits um 400 bis 800 n. Chr. gab es zahlreiche friesische Wurten und Warften, die zum Teil noch heute erhalten sind. Etwa ab 900 n. Chr. sicherten Dörfer und Einzelhöfe ihre Felder durch Ringdeiche vor Sturmfluten. Zusammenhängende Seedeiche wurden erst im 13. Jahrhundert angelegt. Zu der Zeit kam die Hochwassergefahr für Sande noch nicht von der Jade im Osten, sondern von der Maadebucht im Norden. Erst seit dem 14. Jahrhundert dehnte sich der Jadebusen massiv aus, so dass Sande und Gödens nach der Antoniflut 1511 eine Halbinsel, zunächst wohl sogar Insel, im Schwarzen Brack bildeten.
Die älteste Quelle für die Erwähnung von Sande stammt aus dem Jahr 1168. Die heute zu Sande gehörenden Ortsteile sind deutlich abweichenden Alters: Altgödens wird bereits um 785 erwähnt, während die Entstehung von Dykhausen im Jahr 1175 in etwa mit der von Sande fällt. Neustadtgödens wird erst nach dem Ende des Mittelalters um 1544 erwähnt, Mariensiel um 1570 und Cäciliengroden gar erst im Jahre 1938. Im Mittelalter befand sich auf dem Gemeindegebiet das Kirchspiel Seediek, dass nach der Antoniflut im Jahre 1511 aufgegeben wurde.
Vom 15. bis ins 19. Jahrhundert bestand im Westen des heutigen Gemeindegebietes die Herrlichkeit Gödens, die sich 1495 von der Herrschaft Jever abwandte und der Grafschaft Ostfriesland unterstellte, deren Geschichte sie bis zur Auflösung des Regierungsbezirks Aurich teilte.
Der Bau des Ems-Jade-Kanals und der Ausbau von Wilhelmshaven als kaiserlichem Marinestützpunkt brachte Ende des 19. Jahrhunderts auch für Sande einen wirtschaftlichen Aufschwung mit verbesserter Infrastruktur (z. B. Bahnanbindung).
Die NS-Planungen für das Wirtschaftsgebiet Wilhelmshaven dienten dem Ausbau zur „Stadt der 500.000“ als größter Standort von Hitlers Kriegsmarine und als Rüstungsschmiede. Bereits während der Weimarer Republik war die Siedlung Sanderbusch begonnen worden. Nach dem Wirtschaftsplan 1937 sollte u. a. eine Südstadt Sande für 25.000 Einwohner entstehen. Chefplaner Wilhelm Hallbauer sah im Wirtschaftsplan 1939 das „Wohngebiet Wilhelmshaven Süd“ mit Sanderbusch, Sande, Gödens und Cäciliengroden vor. Gebaut wurde nur die Siedlung Cäciliengroden (1938–39) für 360 Familien von Wilhelmshavener Werftarbeitern. Bauherr war die Wohnungsbaugesellschaft Jade, Architekt der Bremer Friedrich Heuer, ein typischer Vertreter der Heimatschutzarchitektur und der nationalsozialistischen Siedlungsideologie. Gebaut wurden auch Teile des geplanten Industriegebietes östlich der neuen Reichsstraße 69, so die Gießerei der Kriegsmarinewerft, der Norddeutsche Eisenbau und der militärisch bedeutsame Bahnhof Sande. Für die Arbeiter des Industriegebietes und der Wilhelmshavener Westwerft entstand 1939 bis 1940 die Werftarbeiter-Stadt Sande-Neufeld für 3.600 (meist ausländische) Werftarbeiter, die erst nach dem Krieg zu Volkswohnungen für Familien umgebaut werden sollte. Der Bebauungsplan stammte von Karl Tuchscherer. Architekt der spartanisch einfachen und billigen Lagerstadt war der Generalplaner Fritz Hilgenstock aus Hannover. Es kam in der NS-Zeit auch noch zu bedeutsamen Marinebauten in und um Sande. Das Marinelazarett Lazarett Sanderbusch (1937–39) wurde von Kurt Geisenhainer vom Marinestandortbauamt für 600 Betten gebaut. Zu erwähnen ist auch das benachbarte Marinegerätelager Roffhausen (1937), später Olympia-Werke. Da Sande über kriegswichtige Einrichtungen verfügte, wurde ein großer Bunker in Bahnhofsnähe gebaut. Vereinzelt kam es zu Bombenschäden durch alliierte Flugzeuge.
1933 war Sande in die neue Gemeinde Oestringen eingegliedert worden, erhielt aber 1948 seine kommunale Selbstständigkeit zurück. Durch die günstigen Verkehrsanbindungen siedelten sich in der Folgezeit einige Unternehmen an, später vor allem im neu geschaffenen Gewerbegebiet Bahnhofstraße/Weserstraße/Elektronikring.

### Eingemeindungen
Am 1. Juli 1972 wurde durch eine Verwaltungsreform die Gemeinde Gödens in die Gemeinde Sande eingegliedert. Dadurch vergrößerte sich die Fläche um das Doppelte auf 45 km2. Zunächst angestellte Überlegungen zur Erweiterung des Gemeindegebietes durch Angliederung von Flächen der Nachbargemeinde Zetel wurden letztlich nicht durchgeführt.

### Einwohnerentwicklung
Die Einwohnerentwicklung der Gemeinde Sande ist in der folgenden Tabelle dargestellt:
| Jahr | Einwohner |
| ---- | --------- |
| 1819 | 812       |
| 1905 | 1.831     |
| 1940 | 4.588     |
| 1950 | 8.417     |
| 1960 | 6.899     |

| Jahr | Einwohner |
| ---- | --------- |
| 1961 | 6.945     |
| 1970 | 7.611     |
| 1972 | 9.132     |
| 1996 | 8.984     |
| 2006 | 9.368     |

| Jahr | Einwohner |
| ---- | --------- |
| 2008 | 9.311     |
| 2011 | 9.166     |
| 2013 | 9.015     |
| 2015 | 8.879     |
| 2019 | 8.792     |

## Politik

### Gemeinderat
Der Rat der Gemeinde Sande besteht aus 22 Ratsfrauen und Ratsherren. Dies ist die festgelegte Anzahl für eine Gemeinde mit einer Einwohnerzahl zwischen 8001 und 9000 Einwohnern. Die 22 Ratsmitglieder werden durch eine Kommunalwahl für jeweils fünf Jahre gewählt. Die nächste Amtszeit beginnt am 1. November 2021 und endet am 31. Oktober 2026.
Stimmberechtigt im Rat ist außerdem der hauptamtliche Bürgermeister Stephan Eiklenborg.
Die letzte Kommunalwahl am 12. September 2021 ergab das folgende Ergebnis:
| Partei                | Anteilige Stimmen | Anzahl Sitze | Veränderung Stimmen | Veränderung Sitze |
| --------------------- | ----------------- | ------------ | ------------------- | ----------------- |
| SPD                   | 46,05 %           | 10           | −17,96 %            | −4                |
| Bürger FÜR Sande      | 21,53 %           | 5            | +21,53 %            | +5                |
| CDU                   | 14,55 %           | 3            | −3,52 %             | −1                |
| Bündnis 90/Die Grünen | 8,00 %            | 2            | −2,27 %             | 0                 |
| FDP                   | 6,50 %            | 1            | −1,14 %             | −1                |
| Linke                 | 3,36 %            | 1            | +3,36 %             | +1                |

Die Wahlbeteiligung bei der Kommunalwahl 2021 lag mit 57,97 % leicht über dem niedersächsischen Durchschnitt von 57,1 %. Zum Vergleich – bei der vorherigen Kommunalwahl vom 11. September 2016 lag die Wahlbeteiligung bei 56,41 %.

### Bürgermeister

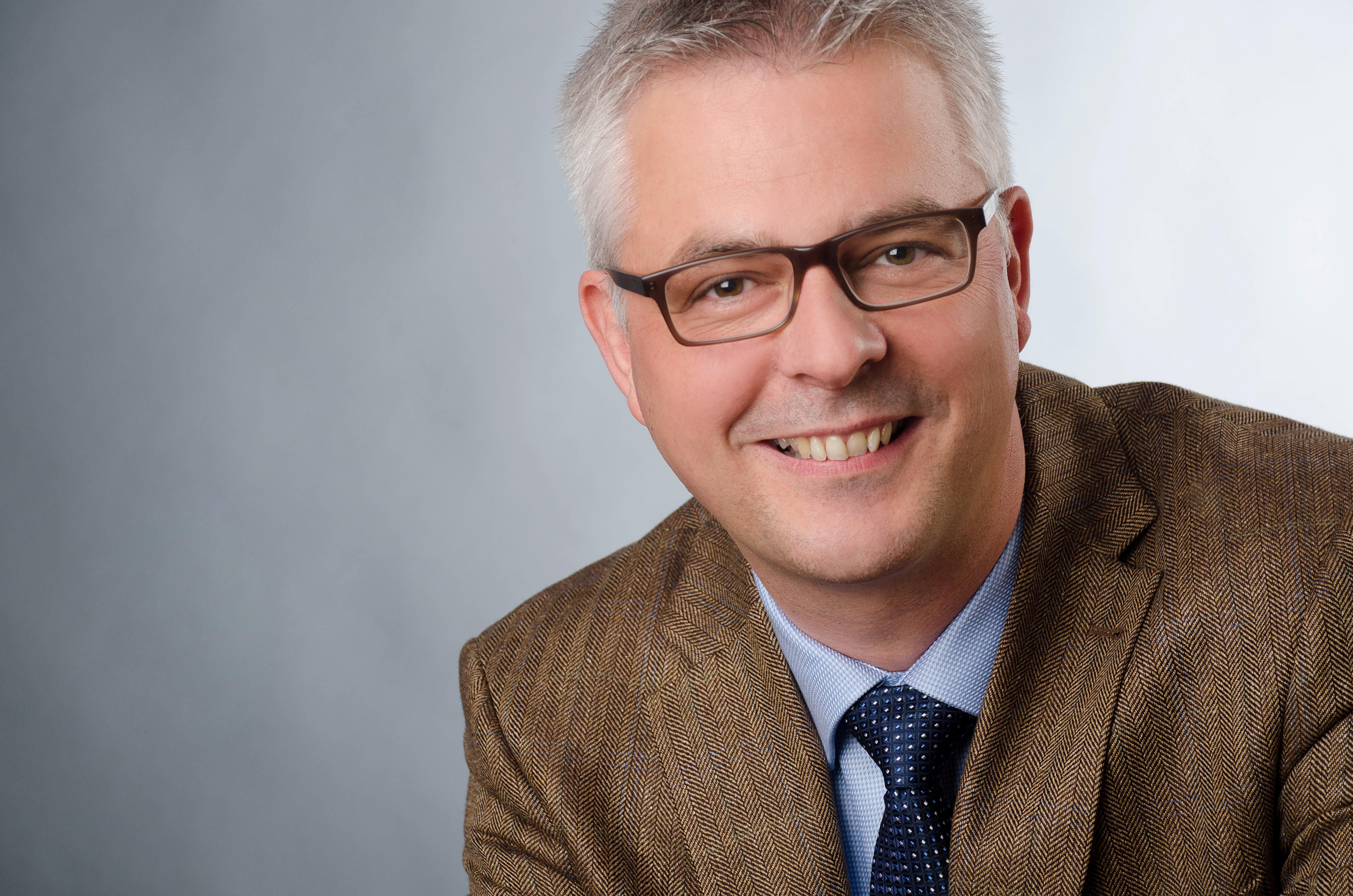
Stephan Eiklenborg, Bürgermeister (2014)

Hauptamtlicher Bürgermeister der Gemeinde Sande ist seit 2014 der parteilose Einzelbewerber Stephan Eiklenborg. Bei der letzten Bürgermeisterwahl am 25. Mai 2014 trat er gegen den bisherigen Amtsinhaber Josef Wesselmann an. Eiklenborg gewann die Wahl mit 57,41 % der Stimmen, sein Gegenkandidat Wesselmann erhielt 42,58 %. Die Wahlbeteiligung lag bei 54,27 %. Eiklenborg trat sein Amt zum 1. November 2014 an. Am 26. September 2021 wurde er im Amt bestätigt und erreichte bei der Bürgermeisterwahl 56,08 %. Die Wahlbeteiligung lag bei 65,62 %.

### Vertreter in Land- und Bundestag

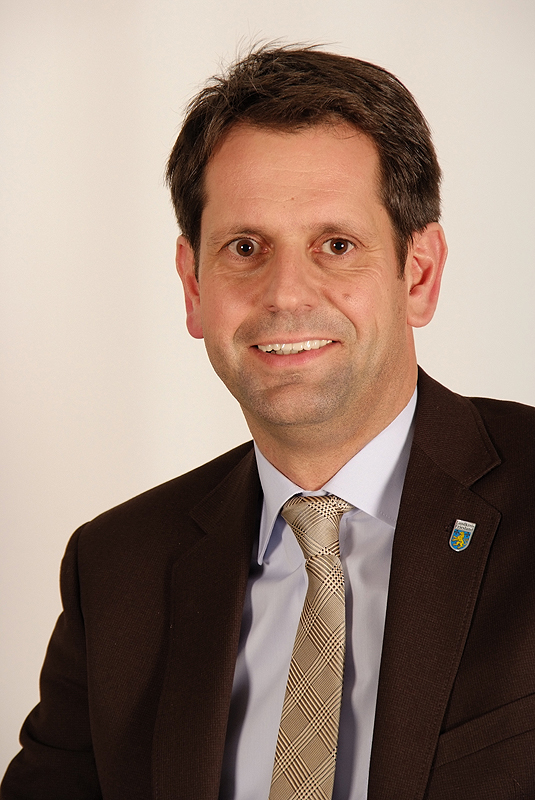
Landtagsabgeordneter Olaf Lies

Bei den Wahlen zum Niedersächsischen Landtag gehört Sande zum Landtagswahlkreis 070 Friesland, der den gesamten Landkreis Friesland umfasst. Das Direktmandat wurde im Januar 2013 durch Olaf Lies von der SPD gewonnen. Bei der Wahl vom 15. Oktober 2017 konnte er den Erfolg wiederholen. Bei der letzten Landtagswahl vom 9. Oktober 2022 konnte Lies das Direktmandat mit 48,96 % der Stimmen bei einer Wahlbeteiligung von 59,54 % erneut verteidigen. Weiterhin werden Katharina Jensen (CDU) und Sina Beckmann (Grüne) den Landkreis im Landtag vertreten. Sie zogen über die jeweiligen Landeslisten ihrer Parteien in das Parlament. Die konstituierende Sitzung des neu gewählten Parlaments fand am 8. November 2022 statt. Die Wahlperiode endet im Herbst 2027.
Die Gemeinde Sande gehört zum Bundestagswahlkreis Friesland – Wilhelmshaven – Wittmund. Er umfasst die Stadt Wilhelmshaven sowie die Landkreise Friesland und Wittmund. Bei der Bundestagswahl 2025 gewann die Sozialdemokratin Siemtje Möller das Direktmandat zum dritten Mal in Folge. Über Listenplätze ihrer Parteien zogen Anne Janssen (CDU) und Martin Sichert (AfD) aus dem Wahlkreis in den Bundestag ein.

### Wappen

Wappen der Gemeinde

Das Wappen der Gemeinde Sande ist gespalten. Die rechte Seite des Wappens zeigt den Marienturm des ehemaligen Schlosses in Altmarienhausen, welches von dem Fräulein Maria von Jever auf dem Landgut Marienhausen errichtet wurde. Auf der linken Seite ist der jeverländische Löwe abgebildet, da Sande jahrhundertelang zur Herrschaft Jever gehörte. Die drei Wellensymbole sollen auf die Nähe zum Meer hindeuten.

### Partnerschaften
Die Gemeinde Sande unterhält seit dem 15. Juni 2007 eine Partnerschaft mit der vorpommerschen Stadt Ueckermünde.
Erste Kontakte zwischen den Gemeinden Ueckermünde und Sande entstanden bereits kurz nach der Wende durch Briefkontakte lokaler Sportvereine. Am 17./18. Januar 1990 waren der Bürgermeister Ueckermündes und der stellv. Vorsitzende des Sportvereins der Stadt Ueckermünde in Sande zu Besuch, bereits am 24./25. Januar 1990 erfolgte der erste Gegenbesuch durch eine Delegation eines Sander Sportvereins. Seither werden auf unterschiedlichen Ebenen intensive Kontakte gepflegt, die zu der offiziellen Erklärung der Partnerschaft mit Austausch von Urkunden im Jahr 2007 führten.

## Kultur und Sehenswürdigkeiten

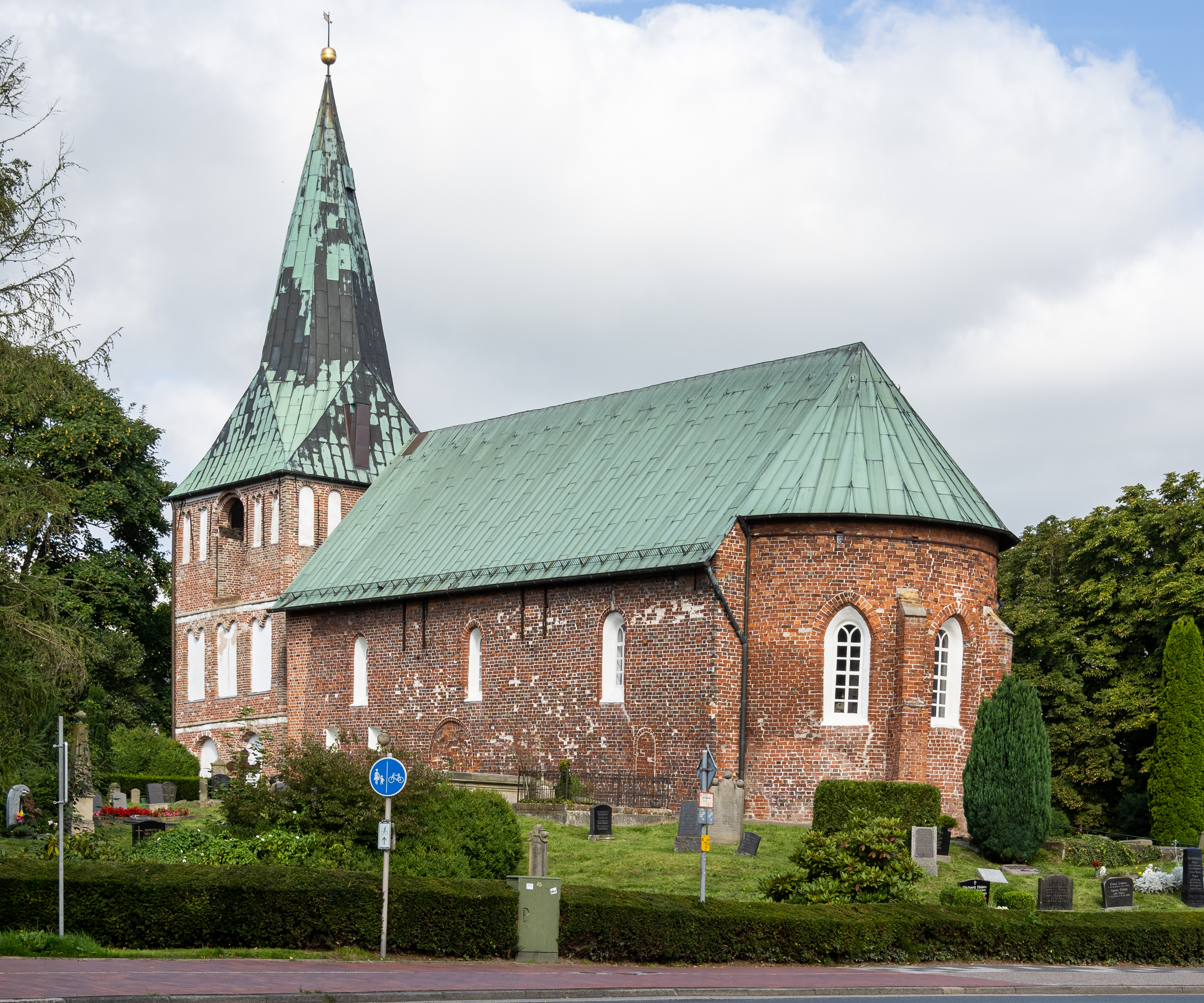
Magnus-Kirche in Sande

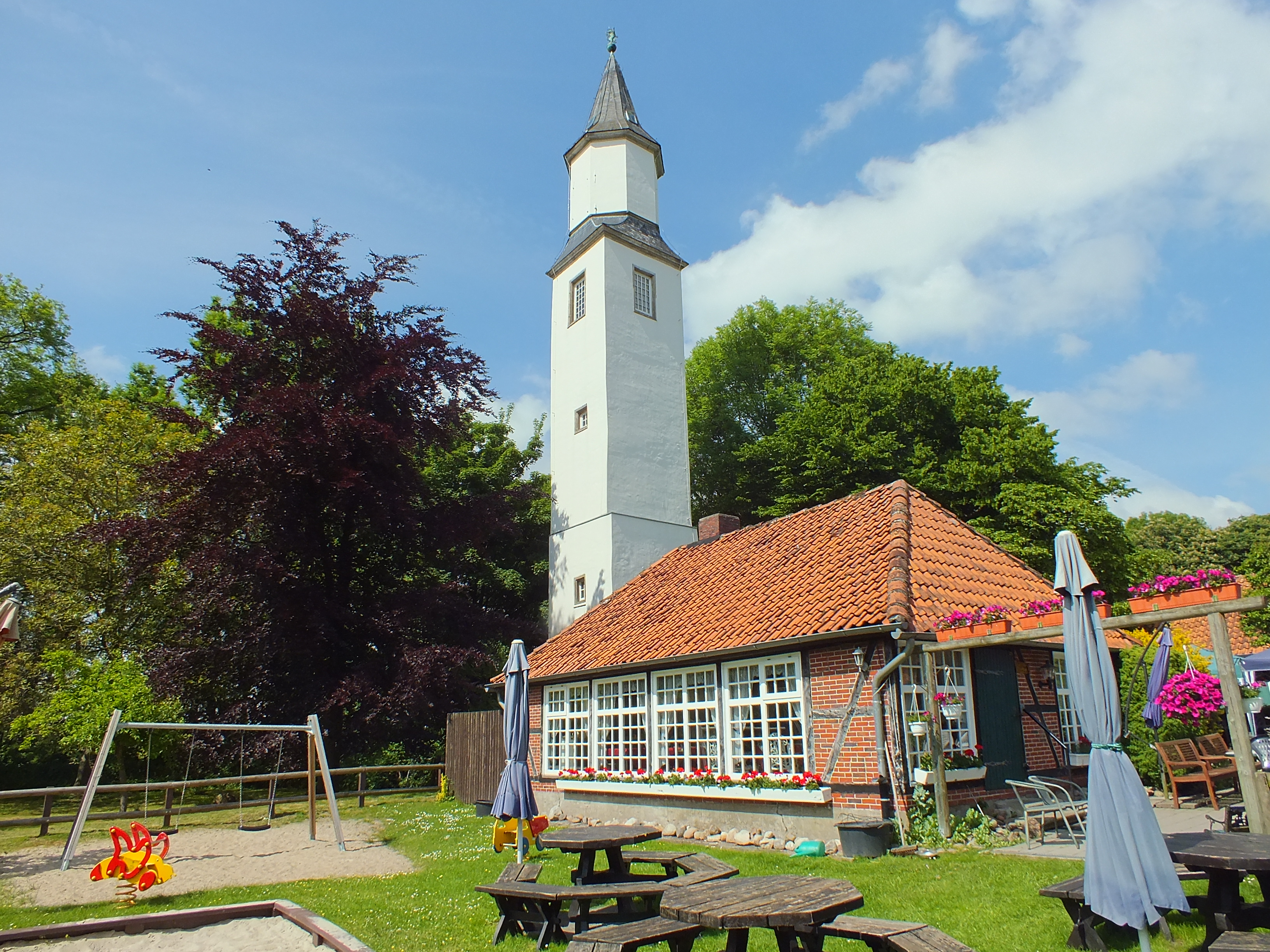
Marienturm von Sande

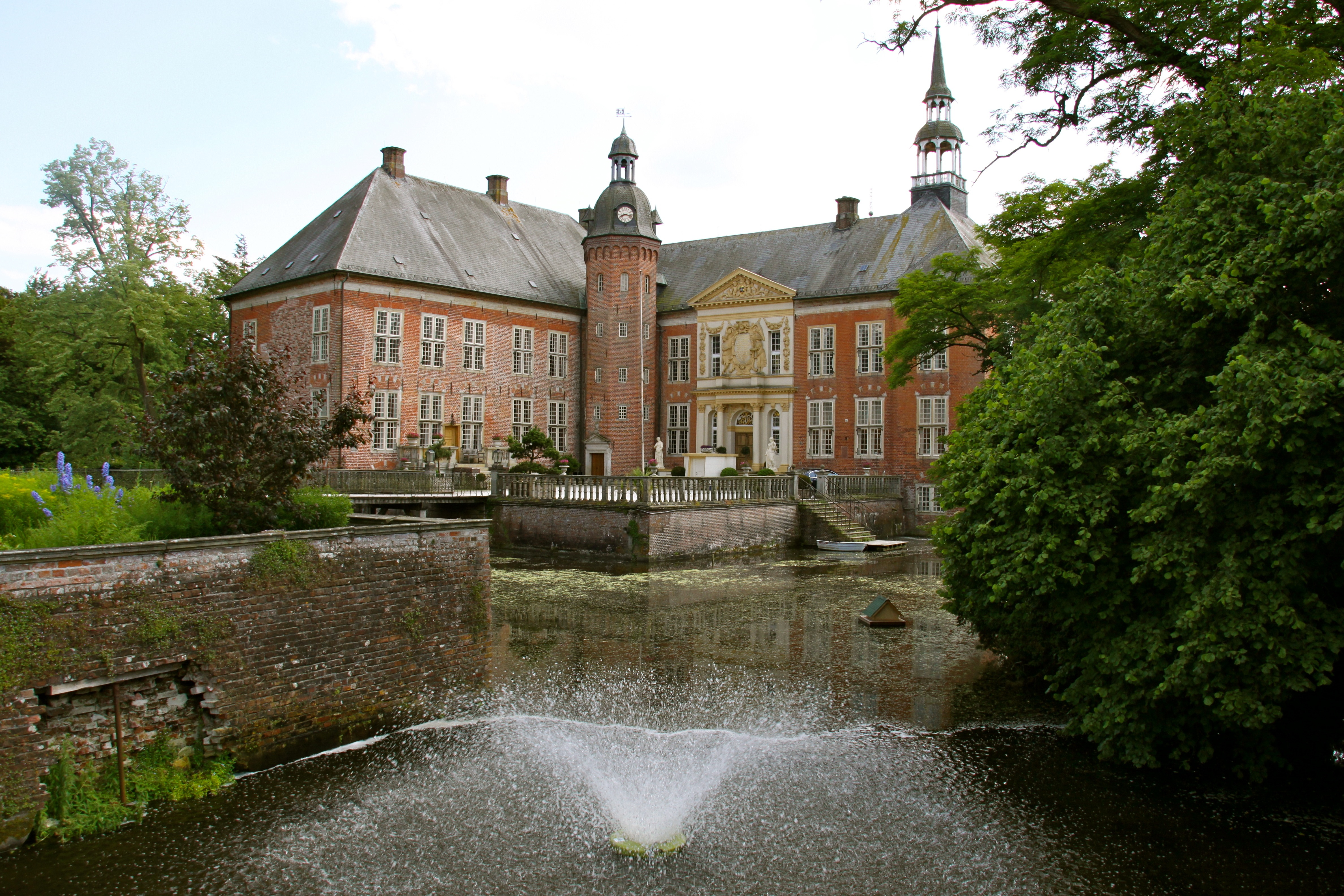
Schloss Gödens

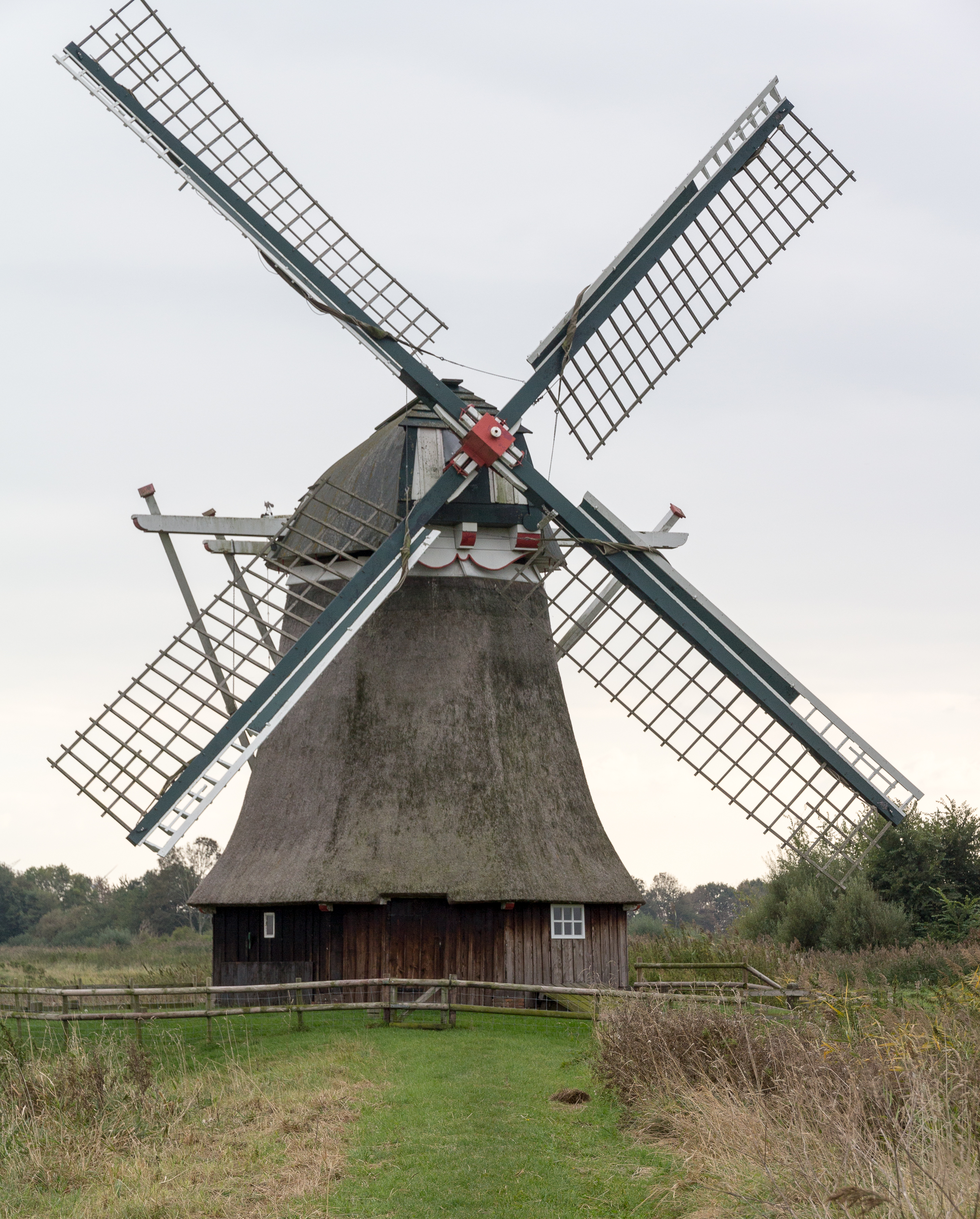
Wedelfelder Mühle in Neustadtgödens

- Marienturm des ehemaligen Schlosses (1568–1571)
- St.-Magnus-Kirche zu Sande (14. Jahrhundert) – das älteste Gebäude des Ortes[15]
- Küsteum – Küstenschutzausstellung in Sande-Altmarienhausen
- Schloss Gödens (1517) – Ein Vorgängerbau des heutigen Schlosses brannte 1669 ab. Harro Burchard von Frydag ließ 1671 das Wasserschloss in seiner jetzigen Form errichten. 1746 kam Gödens durch Heirat in den Besitz der Familie von Wedel. Der Außenbau präsentiert sich im Stil der holländischen Renaissance. Sehenswert ist die deckenhohe malerische Ausschmückung des Prunksaals mit Darstellungen aus der griechischen Mythologie. Die bis heute bewohnte Burg ist nur bei Veranstaltungen teilweise zu besichtigen. Der Schlosspark ist dagegen frei zugänglich. Das Eingangstor zum Schlosspark weist einige Inschriften aus dem Jahr 1653 auf.[16]
- Wasserschöpfmühle Wedelfeld (1844)
- Museum im Landrichterhaus Neustadtgödens (16. Jahrhundert)
- Ehemalige Synagoge in Neustadtgödens
- Oberahmer Peldemühle in Neustadtgödens/Sanderahm (1764)
- Skulpturenpfad Kunst am Deich am Seedeich zum Jadebusen zwischen Mariensiel bis Dangast (EXPO 2000-Projekt in Cäciliengroden)
- Friesischer Heerweg – die mit 400 km die längste durchgängig ausgeschilderte Radwanderroute Ostfrieslands

### Sport
Sande besitzt mit dem Gemeindesportbund Sande e. V. (GSB Sande) den einzigen Gemeinde-Sportbund in Niedersachsen. Er wurde 1969 als Zusammenschluss aller Sander Turn- und Sportvereine gegründet und dient als Interessenvertretung gegenüber Kommunen, Wirtschaft sowie dem Inhaber und Betreiber der Sporthalle „Klaus-Bünting-Halle“.
- Klootschießer- und Boßelverein Cäciliengroden (KBV „Hart um Hart“)
- Klootschießer- und Boßelverein Neustadtgödens (KBV „Fleu herut“)
- Klootschießer- und Boßelverein Freesenspeel Sande (KBV Freesenspeel)
- Klootschießer- und Boßelverein Dykhausen (KBV „Lütt End“)
- Turn- und Sportverein Sande von 1863 (TuS Sande)
- Turn- und Sportverein Cäciliengroden (TuS Cäci)
- Squash-Club Sandhoppers
- Kanu- und Segelverein Sande (KSV Sande)
- Tennisverein Sanderbusch
- Spielvereinigung Gödens (SV Gödens)
- Schützenverein Sande
- Schützenverein Gödens
- FFC Sande 90 e. V. (Freizeitfußball)
- FC Rot-Weiß Sande/Cäciliengroden
- Kletterbunker „Monte Pinnow“ des Deutschen Alpenvereins, Sektion Wilhelmshaven
- Freizeitanlage Sander See – Der Sander See ist im Zuge von Autobahnbauarbeiten entstanden.
- ECW Sande e. V. „Die Jadehaie“ (Eishockey-Regionalliga Nord)[17]
- Eishalle Sande[18]
- Paddel- und Pedalstation Sande – Hier kann man sich Kanus oder Fahrräder leihen. Die Abgabe ist in Friedeburg und Sande an der jeweiligen Station möglich.[19]

### Regelmäßige Veranstaltungen
Folgenden Veranstaltungen mit regionaler Bekanntheit finden regelmäßig statt:
- Mai: Landpartie Schloss Gödens – Ausstellung im Country-Style auf dem Gelände des Wasserschlosses in Gödens
- Juli: Sander Markt – Großes Volksfest in der Ortsmitte von Sande
- August: Siedlerfest Cäciliengroden – Veranstaltung der Siedlergemeinschaften I. und II.
- November: Warftenputz – anlässlich der Kontrolle der Gräben 1. Ordnung durch Wasser- und Bodenverband Weser-Ems
- im Sommer: Norddeutsche Klettermeisterschaften – an der Bunkerruine am Bahnhof Sande (Deutscher Alpenverein)

## Wirtschaft und Infrastruktur

### Verkehr

#### Straßenverbindungen

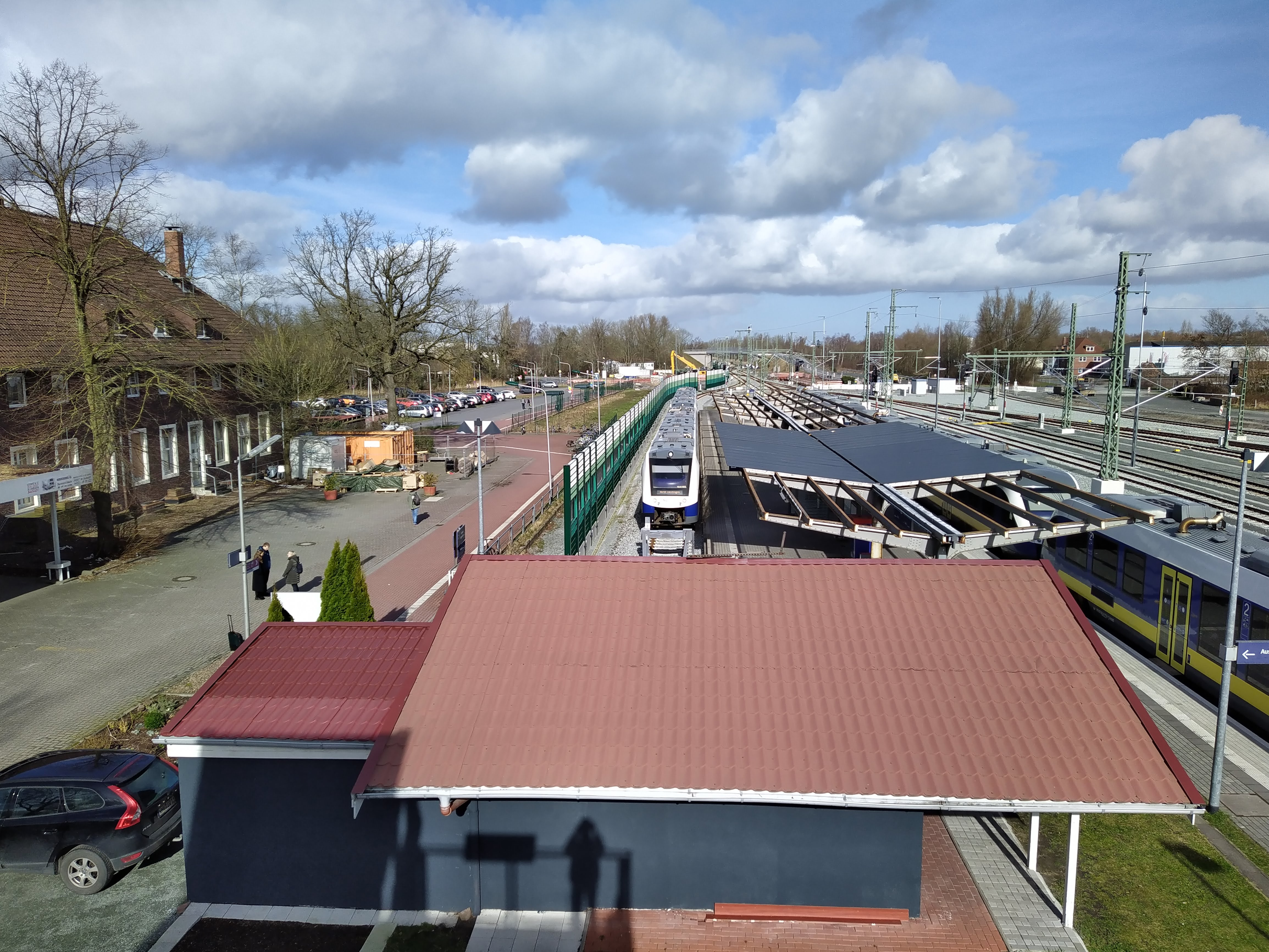
Bahnhof von Sande

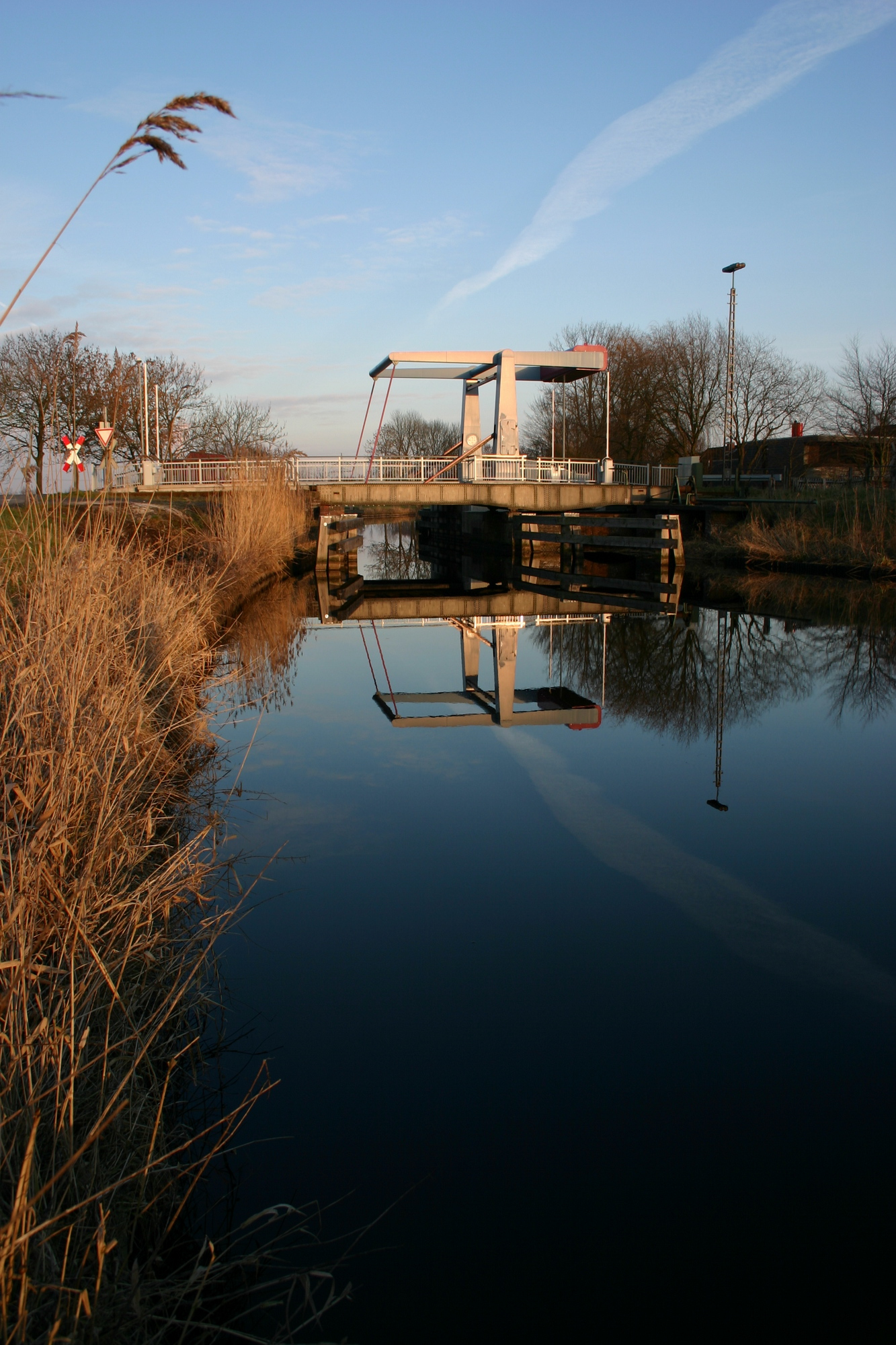
Ems-Jade-Kanal in Sande

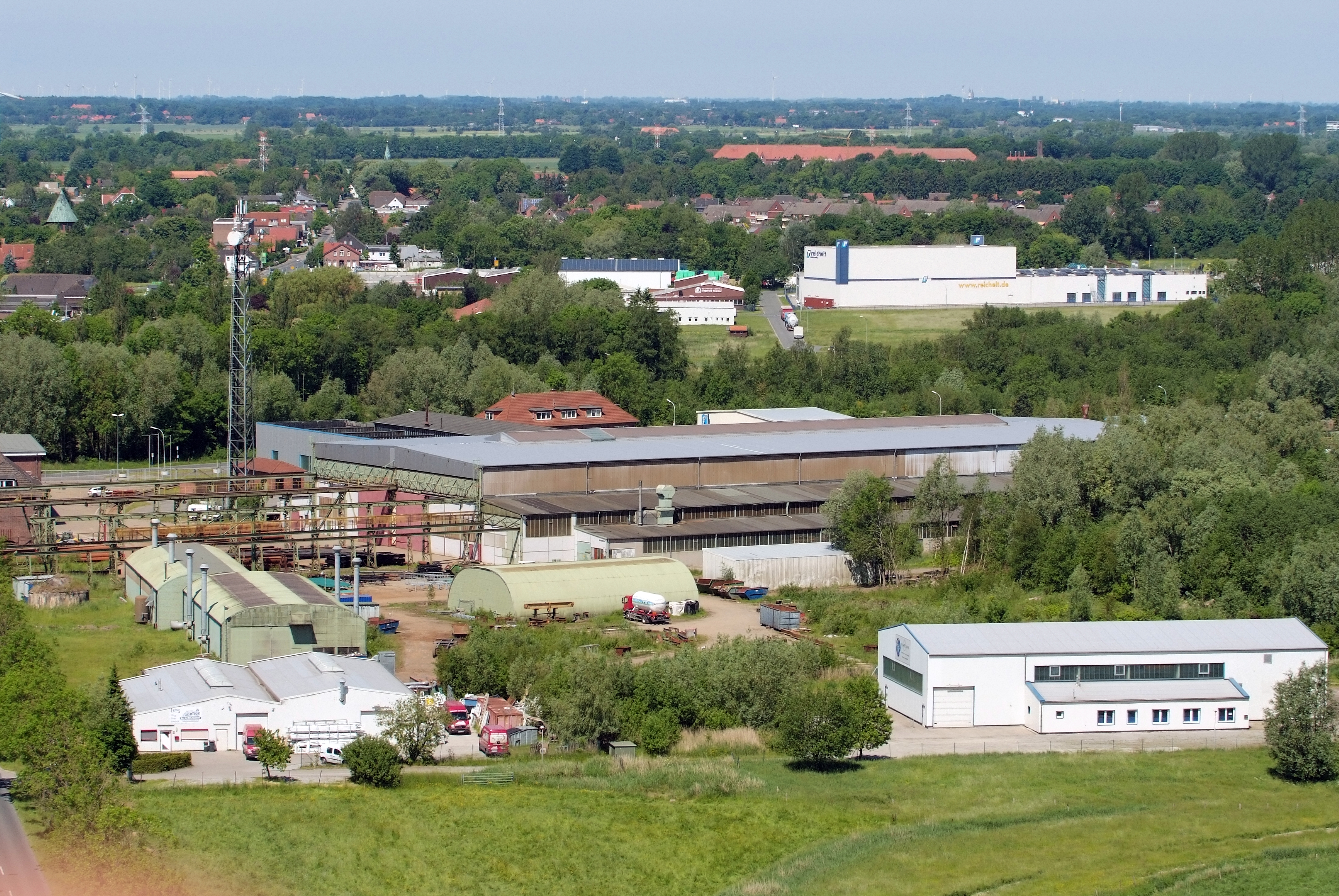
Gewerbegebiet am östlichen Ortsrand, mit Hallen der NE Sander Eisenbau

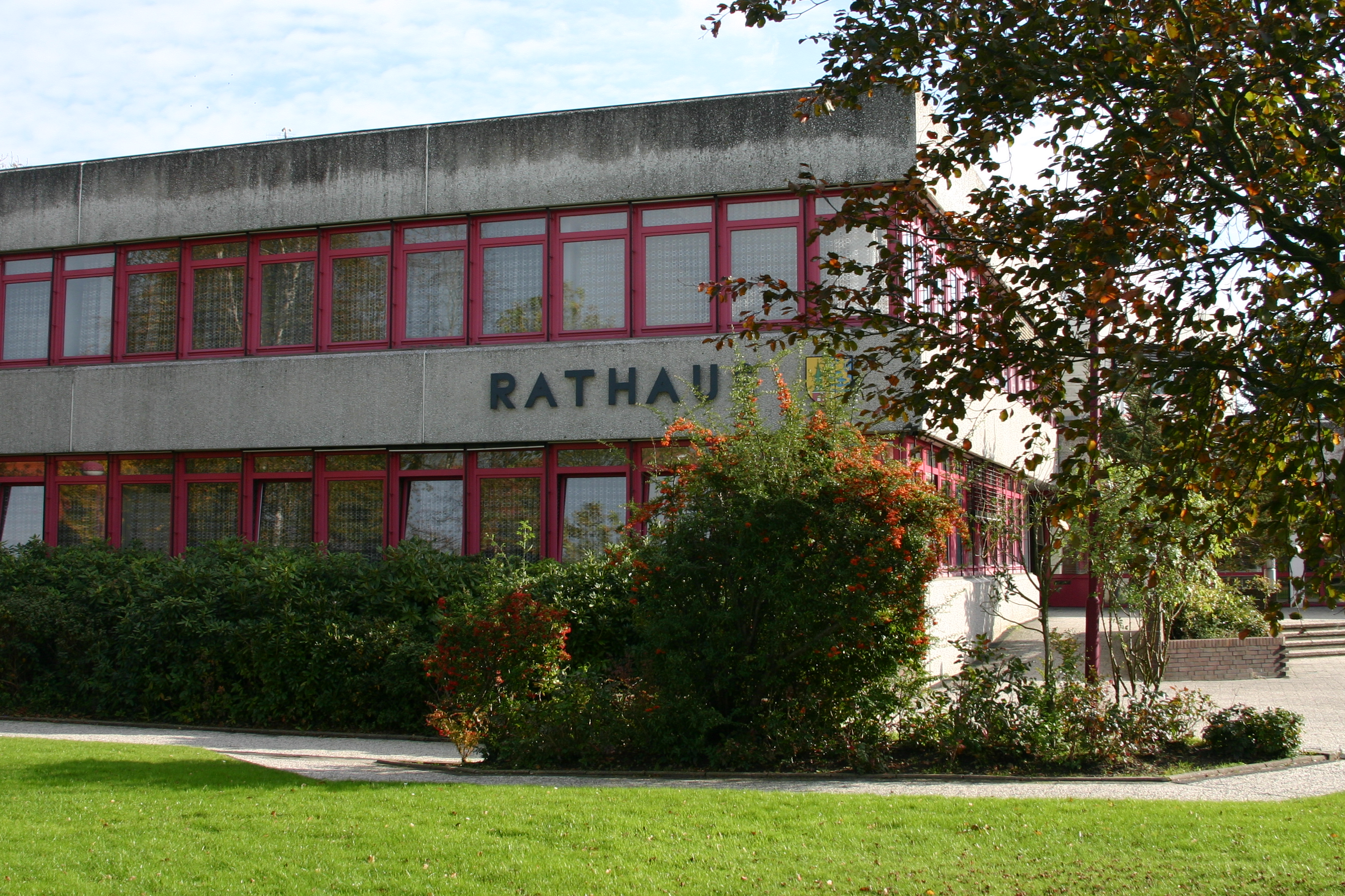
Rathaus von Sande

Die Gemeinde Sande verfügt über eine direkte Anbindung an die Bundesautobahn 29, die von Wilhelmshaven über Oldenburg zum Autobahndreieck Ahlhorner Heide führt. Von der Anschlussstelle Sande der A 29 führt die Bundesstraße 436 (kurz: B 436) über Friedeburg, Wiesmoor quer durch Ostfriesland und bis nach Weener nahe der niederländischen Grenze. Außerdem ist Sande über die K 294 an die Stadt Schortens und davon abzweigend über einen Zubringer an die nördlich von Sande verlaufende Bundesstraße 210 angebunden, die über Jever und Wittmund nach Aurich führt.

#### Schienenverbindungen
Der Bahnhof Sande liegt an zwei Eisenbahnstrecken. Die erste ist die Bahnstrecke Wilhelmshaven–Oldenburg. Die Linie RE 18 der NordWestBahn befährt diese Strecke sowie die in Oldenburg anschließende Strecke nach Osnabrück über Cloppenburg. Von Oktober 2011 bis Januar 2013 wurde die Strecke Wilhelmshaven–Oldenburg zur Anbindung des JadeWeserPorts in Wilhelmshaven zweigleisig ausgebaut. Daher war die Strecke zwischen Sande und Rastede lange für den Personenverkehr gesperrt. Ersatzweise wurde auf der gesperrten Verbindung ein Schienenersatzverkehr mit Bussen betrieben.
Eine weitere Strecke ist die Ostfriesische Küstenbahn, die in Sande beginnt. Auf dieser verkehrt die Linie RB 59 Wilhelmshaven Hbf–Sande–Jever-Wittmund–Esens, die ebenfalls durch die NordWestBahn im Stundentakt betrieben wird. Die Fahrten erfolgen im Auftrag des LNVG, es gilt der Tarif des Verkehrsverbundes Ems-Jade (VEJ).
Seit 2011 wurde gelegentlich aus Anlass des Wochenendes an der Jade die Südstrecke der ehemaligen Vorortbahn Wilhelmshaven vom Bahnhof Sande zum Kulturzentrum Pumpwerk in Wilhelmshaven vom sogenannten „Sande-Express“ genutzt. Dabei handelt es sich um einen Shuttle-Service mit einem Uerdinger Schienenbus der ehemaligen „Hümmlinger Kreisbahn“.
Um den Güterverkehr aus dem JadeWeserPort und den Industriegebieten auf dem Voslapper und Rüstersieler Groden nicht durch das Ortszentrum zu leiten, wurde in den Jahren 2020 bis 2022 eine Bahnumgehung errichtet, die in nordöstlicher Richtung um Sande herumführt. Die bisherige Streckenführung und der Haltepunkt Sanderbusch wurden im April 2022 aufgehoben.

#### Wasserwege
An Sande führt der Ems-Jade-Kanal vorbei, der die Ems bei Emden in Ostfriesland mit dem Jadebusen bei
Wilhelmshaven verbindet. Er wird vom Niedersächsischen Landesbetrieb für Wasserwirtschaft, Küsten- und Naturschutz in Aurich verwaltet. Der Ems-Jade-Kanal ist 72,3 km lang und passiert aufsteigend von der Ems in Emden die Orte Ihlow, Südbrookmerland und Aurich, um dann über Wiesmoor, Reepsholt, Sande nach Wilhelmshaven zum Jadebusen abzusteigen. Der Kanal hat sechs Schleusen und wird von 15 festen und 26 beweglichen Brücken gequert. Er ist nur für Schiffe bis zu 33 m Länge, 6,20 m Breite und 1,70 m Tiefgang befahrbar und wird deshalb seit einiger Zeit fast ausschließlich touristisch genutzt.

#### Flugplatz Wilhelmshaven-Mariensiel
Auf dem Gebiet der Gemeinde liegt der Regionalflugplatz Wilhelmshaven-Mariensiel (auch „JadeWeserAirport“), der vom Landkreis Friesland und der Stadt Wilhelmshaven gemeinsam betrieben wird. Der Flugplatz wird hauptsächlich für Sportflüge genutzt. Von dort gehen auf Anfrage auch Flüge zu den Nord- und Ostfriesischen Inseln aus.

### Ansässige Unternehmen
Das überregional bekannteste Unternehmen in Sande ist der Elektronikversand Reichelt Elektronik. Das Versandhaus ist nach Conrad Electronic der zweitgrößte Privatkunden-Elektronik-Versender in Deutschland. Zudem sind in Sande die Gießerei „Sande Stahlguss GmbH“ und die „NE Sander Eisenbau GmbH“, eine Tochter der Ed. Züblin AG, ansässig. Auf dem Flugplatz Wilhelmshaven-Mariensiel ist die zentrale Verkehrsleitung der WIKING Helikopter Service GmbH beheimatet. Die Firma führt im Auftrag des Bundesministeriums für Verkehr und digitale Infrastruktur den Seelotsenversetzdienst in der Deutschen Bucht durch. Zudem arbeitet Wiking mit dem Havariekommando zusammen.

### Medien
Die Wilhelmshavener Zeitung, das Jeversche Wochenblatt und die Nordwest-Zeitung berichten werktäglich über Themen aus Sande.
Im Dezember 2007 zog der Friesische Rundfunk nach Sande und war zunächst in den Gebäuden der ehemaligen Druckerei Klein ansässig. 2010 zog der FRF ins ehemalige Bürgerhaus. Im Januar 2018 verließ der FRF Sande und zog nach Friedeburg.

### Öffentliche Einrichtungen
In Sande ist das Nordwest-Krankenhaus Sanderbusch beheimatet. Das Krankenhaus beschäftigt ca. 750 Mitarbeiter und besitzt als größter Arbeitgeber der Gemeinde eine große wirtschaftliche Bedeutung. Das Krankenhaus dient der Regelversorgung und verfügt über insgesamt 384 Betten. Der Landkreis Friesland ist Träger der Einrichtung.
Das Nordwest-Krankenhaus deckt die Fachbereiche Innere Medizin, Allgemeinchirurgie, Neurochirurgie, Unfallchirurgie, Orthopädie, Neurologie, Anästhesiologie und Intensivmedizin ab. Im Krankenhaus werden jährlich ca. 12.000 Patienten stationär und ca. 8.000 Patienten ambulant versorgt. Seit 1982 ist das Krankenhaus auch Standort des ADAC-Rettungshubschraubers „Christoph 26“. Derzeit ist eine MBB/Kawasaki BK 117 im Dienst. Der Rettungshubschrauber ist für die gesamte Weser-Ems-Region einschließlich der ostfriesischen Inseln zuständig. Das Krankenhaus ist als Akademisches Lehrkrankenhaus der Universität Göttingen angegliedert und dient der Ausbildung junger Studenten der Medizinischen Fakultät.

### Bildung
In der Gemeinde sind folgende Schulen vorhanden:
- Grundschule Sande
- Grundschule Neustadtgödens
- Grundschule Cäciliengroden
- Oberschule Sande

Das nächste allgemeinbildende Gymnasium im Landkreis Friesland ist das Mariengymnasium im rund zwölf Kilometer entfernten Jever mit einer Außenstelle in Schortens. Näher und besser erreichbar sind die Gymnasien in der benachbarten kreisfreien Stadt Wilhelmshaven, die aber wegen der unterschiedlichen Schulbezirke nicht von Sander Schülerinnen und Schülern besucht werden dürfen. Eine Ausnahme bildet die Cäcilienschule in Wilhelmshaven, da sich diese in kirchlicher Trägerschaft befindet. Die Fachgymnasien in Wilhelmshaven dürfen besucht werden, sofern es an den Berufsbildenden Schulen Jever kein vergleichbares Angebot gibt.

## Persönlichkeiten

### Söhne und Töchter der Gemeinde
- Albert Brahms (1692–1758), Deich- und Wasserbaufachmann
- Carl Wilhelm Jaspers (1850–1940), Politiker, Vater des Philosophen Karl Jaspers
- Olga Potthast von Minden (1869–1942), Kunstmalerin
- Friedrich Rickels (1893–nach 1945), Kommunalpolitiker (NSDAP)
- Wilhelm Schlegtendal (1906–1994), Architekt
- Konrad Ehrensberger (1936–2009), Marineoffizier, zuletzt Flottillenadmiral der Bundesmarine
- Hans-Jörg Oestern (1945–2025), Unfallchirurg
- Peter Behrens (1947–2016), Schlagzeuger
- Michael Konken (* 1953), Journalist
- Olaf Kühl (* 1955), Slawist
- Uwe Wegner (* 1959), Leichtathlet
- Ulrich Becker (* 1960), Rechtswissenschaftler und Hochschullehrer
- Gorch Pieken (* 1961), Militärhistoriker
- Hans-Georg Bohlken (* 1962), Europameister im Klootschießen
- Jochen Gaues (* 1966), „Promibäcker“
- Christoph Reuter (* 1968), Journalist
- Markus Schäfer (* 1969), Schachspieler
- Jens Hübschen (* 1972), Rundfunk- und Fernsehmoderator
- Arne Tammen (* 1972), Fußballspieler

### Persönlichkeiten, die mit Sande in Verbindung stehen
- Johann Conrad Koch († 1803 in Sande), Lehrer und Organist in Sande, Ururgroßvater des Chemikers, Unternehmers und Milliardärs Fred Chase Koch[27]
- Ludwig Schauenburg (1839–1909), Pfarrer und Kirchenhistoriker